# Åmot (Telemark)
Åmot is een plaats in de Noorse gemeente Vinje in de provincie Telemark. Åmot telt 565 inwoners (2007) en heeft een oppervlakte van 1,04 km². Het is de bestuurszetel van de gemeente Vinje. Het is een regionaal knooppunt waar de E 134 kruist met Fylkesvei 37 en Fylkesvei 38.